# Apostolska nunciatura v Burkina Fasu
Apostolska nunciatura v Burkina Fasu je diplomatsko prestavništvo (veleposlaništvo) Svetega sedeža v Burkina Fasu.
Sedež ima v glavnem mestu Ouagadougou.
Trenutni apostolski nuncij je Vito Rallo.

## Seznam apostolskih nuncijev
- Luigi Dossena (24. oktober 1978–8. september 1979)
- Justo Mullor García (2. maj 1979–3. maj 1985)
- Antonio Mattiazzo (16. november 1985–5. julij 1989)
- Janusz Bolonek (18. november 1989–23. januar 1995)
- Luigi Ventura (25. marec 1995–25. marec 1999)
- Mario Zenari (24. julij 1999–10. maj 2004)
- Mario Roberto Cassari (31. julij 2004–12. junij 2007)
- Vito Rallo (12. junij 2007–danes)